# Sutersville (Pensilvania)
Sutersville es un borough ubicado en el condado de Westmoreland en el estado estadounidense de Pensilvania. En el año 2000 tenía una población de 636 habitantes y una densidad poblacional de 843.2 personas por km².

## Geografía
Sutersville se encuentra ubicado en las coordenadas 40°14′09″N 79°48′14″O / 40.23583, -79.80389.

## Demografía
Según la Oficina del Censo en 2000 los ingresos medios por hogar en la localidad eran de $30,066 y los ingresos medios por familia eran $33,750. Los hombres tenían unos ingresos medios de $31,000 frente a los $21,125 para las mujeres. La renta per cápita para la localidad era de $13,853. Alrededor del 10.5% de la población estaba por debajo del umbral de pobreza.